# Holy Wood (In the Shadow of the Valley of Death)
Holy Wood (In the Shadow of the Valley of Death) (укр. «Святий Ліс (У Тіні Долини Смерті)») — четвертий студійний альбом гурту Marilyn Manson, реліз якого відбувся 14 листопада 2000. Платівка є концептуальним, а також третім та останнім альбомомв трилогії, до якої також увійшли попередні роботи групи — Antichrist Superstar та Mechanical Animals. До Holy Wood також відносяться три сингли («Disposable Teens», «The Fight Song» та «The Nobodies»), а також однойменний роман, який на даний час лишається невиданим. Стиль — індастріал-метал, альтернативний метал, хард-ард- Також на запису з'явились деякі відтінки артроку.

## Концепція
«Holy Wood» — приквел до альбомів Mechanical Animals та Antichrist Superstar. Головним героєм основної сюжетної лінії є Адам Кедмон, який раніше був представлений світові Меріліном Менсоном безстатевим прибульцем та рок-зіркою Omēga (Омега) на альбомі Mechanical Animals, а ще раніше — Хробаком та Антихристом Суперзіркою на платівці Antichrist Superstar.

## Список пісень
1. «GodEatGod» — 2:34 (Менсон)
2. «The Love Song» — 3:16 (Файв, Рамірез)
3. «The Fight Song» — 2:55 (Файв)
4. «Disposable Teens» — 3:01 (Файв, Рамірез)
5. «Target Audience (Narcissus Narcosis)» — 4:18 (Файв, Рамірез)
6. «„President Dead“» — 3:13 (Файв, Рамірез, Ґейсі)
7. «In the Shadow of the Valley of Death» — 4:09 (Файв, Рамірез)
8. «Cruci-Fiction in Space» — 4:56 (Файв, Рамірез, Ґейсі)
9. «A Place in the Dirt» — 3:37 (Файв)
10. «The Nobodies» — 3:35 (Файв, Менсон)
11. «The Death Song» — 3:30 (Файв, Менсон)
12. «Lamb of God» — 4:39 (Рамірез)
13. «Born Again» — 3:20 (Файв, Рамірез)
14. «Burning Flag» — 3:21 (Файв, Рамірез)
15. «Coma Black» — 5:58 (Файв, Рамірез, Менсон)
16. «Valentine's Day» — 3:31 (Рамірез, Менсон)
17. «The Fall of Adam» — 2:34 (Файв, Рамірез)
18. «King Kill 33°» — 2:18 (Рамірез)
19. «Count to Six and Die (The Vacuum of Infinite Space Encompassing)» — 3:24 (Файв)

Бонус-треки японського видання
1. «The Nobodies» (Acoustic Version) — 3:35 (Файв, Менсон)
2. «Mechanical Animals» (Live) — 4:41 (Зам)

## Учасники запису

### Основний склад
- Мерилін Менсон — вокал, тексти, флейта, додатковий бас, гітара, піаніно, аранжування, композитор та співкомпозитор (1, 10, 11, 15, 16, 20)
- Мадонна Вейн Гейсі — клавішні, додаткова перкусія, додатковий бас, співкомпозитор (6, 8, 21)
- Твіґґі Рамірез — бас, гітари, клавішні, композитор та співкомпозитор (2, 4, 5, 6, 7, 8, 12, 13, 14, 15, 16, 17, 21)
- Джиндер Фіш — барабани, клавішні, програмування
- Джон 5 — гітари, композитор та співкомпозитор (2, 3, 4, 5, 6, 7, 8, 9, 10, 11, 13, 14, 15, 17, 19, 20)

### Виробничий, технічний та додатковий персонал
- Бон Харріс — синтезатори, програмування, додаткові клавішні, піаніно, бас
- Дейв Серді — додаткова гітара, програмування, синтезатори
- Алекс Саттл — бек-вокал
- Зім Зам — співкомпозитор (21)